# Carro de arrastre
Carros de arrastre es la denominación que reciben en Chile los remolques o tráileres para vehículos livianos, y que por norma de este país, no pueden exceder los 750 kg de carga sin un sistema de freno independiente. Existen varios tipos, de carros de arrastre, dependiendo del tipo de carga que vayan a trasladar como por ejemplo, motocicletas, botes, lanchas, o carga en general.
- Datos: Q5753703